# The Best Of Eighteen Visions
The Best of Eighteen Visions es un álbum compilatorio de Eighteen Visions. Compila y regraba dos canciones de su primer EP Lifeless, cinco canciones de su primer álbum Yesterday Is Time Killed y tres de su segundo EP No Time For Love, además de una nueva canción, Motionless and White. Este tema es importante para la historia de la banda puesto que marca el comienzo de su nuevo estilo, incorporando voces limpias y coros melódicos.
La banda Motionless In White tomó su nombre de la canción Motionless and White.

## Lista de canciones
1. "Motionless and White" (5:16)
2. "Russian Roulette with a Trigger Happy Manic Depressive" (3:13)
3. "The Psychotic Thought" (4:17)
4. "An Old Wyoming Song" (3:49)
5. "Slipping Through the Hands of God" (3:17)
6. "Diana Gone Wrong" (3:56)
7. "Raping, Laughing, Tasting, Temptation" (4:33)
8. "Five 'O Six A.M. Three/Fifteen" (4:51)
9. "Life's Blood" (2:51)
10. "Isola in the Rain" (1:23)
11. "Dead Rose" (5:23)

- Datos: Q3985888